# Elisa Oyj
Elisa Oyj es una empresa de telecomunicaciones finlandesa fundada en 1882. Se llamó HPY HTF hasta julio de 2000. Las operaciones móviles de Elisa se conocían anteriormente como Radiolinja.
Elisa es una empresa de telecomunicaciones, TIC y servicios en línea que opera principalmente en Finlandia y Estonia. Elisa tiene más de 6,2 millones de suscripciones de organizaciones de consumidores, empresas y administración pública.
Los mayores accionistas son las instituciones nacionales finlandesas (Fondo de Pensiones del Estado, Ayuntamientos de Helsinki y Vantaa, Solidium Oy, Föreningen Konstsamfundet).
Elisa proporciona servicios ambientalmente sostenibles para la comunicación y el entretenimiento, y herramientas para mejorar los métodos operativos y la productividad de las organizaciones. En Finlandia, Elisa es líder del mercado en suscripciones a redes fijas y móviles y en Estonia, la número dos. La cooperación con Vodafone y Telenor permitió servicios globalmente competitivos. Elisa cotiza en Nasdaq Helsinki con aproximadamente 185.000 accionistas. En 2018, los ingresos de Elisa ascendieron a 1.830 millones de euros y la empresa empleaba a 4.800 personas.
Los nuevos servicios digitales incluyen Elisa Viihde, Elisa Kirja, Elisa Videra, Elisa Automate y Elisa Smart Factory.